# رنج (فیلم)
رنج (به انگلیسی: Affliction) فیلمی درام به کارگردانی پل شریدر با بازی نیک نولتی محصول سال ۱۹۹۷ کشور ایالات متحده آمریکا است.